# Late Registration
Late Registration es el aclamado segundo disco del artista de hip-hop oriundo de Chicago, Kanye West. El álbum fue lanzado el 30 de agosto de 2005, y debutó en el #1, vendiendo más de 860,000 copias en su primera semana, convirtiéndose de paso, en el disco que más ha vendido en su primera semana en la historia de Def Jam Recordings. Pero el siguiente álbum de West, Graduation, superó a Late Registration, vendiendo más de 957,000 copias. La revista Rolling Stone lo nombró Álbum del Año, y además recibió 5 estrellas por la crítica especializada, como Straight Outta Compton de N.W.A y To the 5 Boroughs de Beastie Boys. Según un reporte de junio de 2013 de Nielsen SoundScan, Late Registration vendió 3,1 millones de copias en los Estados Unidos, donde consiguió tres discos de platino.

## Sencillos
El primer sencillo del álbum fue "Diamonds from Sierra Leone". La canción, originalmente, era una referencia para su sello discográfico Roc-A-Fella, conocido por el gesto de mano con un "diamante". Pero el título de la canción fue cambiado (originalmente se llamaba "Diamonds Are Forever") para que no se provocara una confusión con la canción de Jay-Z, "Diamond Is Forever" del disco The Blueprint 2: The Gift & the Curse. El título del sencillo, así como su posterior remix (con Jay-Z) aborda directamente el problema del conflicto de diamantes, principal factor de la guerra civil en Sierra Leona. El segundo sencillo de Late Registration fue "Gold Digger", que contiene la interpolación de "I Got A Woman" de Ray Charles, cantada por Jamie Foxx, quien encarna a Charles en su biografía Ray. Éste se convirtió en su segundo sencillo en estar en los Billboard Hot 100. El tercer sencillo fue "Heard 'Em Say" junto a Adam Levine de Maroon 5, y el cuarto sencillo fue "Touch the Sky" con Lupe Fiasco. El tema "Hey Mama" se intentó lanzar como sencillo, pero no fue posible. Más tarde, en Houston se hizo un video para la canción "Drive Slow", en conjunto con el rapero Paul Wall. Esta versión de la canción fue incluida como un bonus en el DVD de T.I., King. En la versión original de "Drive Slow" también aparece en el CD de Paul Wall, The People's Champ. Originalmente la canción iba a ser un dúo con M.I.A., quien no pudo estar presente debido a lo apretado de su agenda.

## Recepción de la crítica
Late Registration fue el único álbum lanzado en 2005 en recibir 5 estrellas de la revista Rolling Stone, y en posicionarse en el #1 de su lista de los 50 Mejores Álbumes a fin de año.
El álbum fue nominado Álbum del Año en los Premios Grammy de 2006 y recibió el premio Mejor Álbum de Rap.

## Lista de canciones

### CD
| N.º | Título                                                                                         | Duración |  |
| 1.  | «Wake Up Mr. West» (Interpretada junto a DeRay Davis)                                          | 0:41     |  |
| 2.  | «Heard 'Em Say» (con Adam Levine de Maroon 5) (Kanye West, Jon Brion)                          | 3:23     |  |
| 3.  | «Touch the Sky» (con Lupe Fiasco) (Just Blaze)                                                 | 3:57     |  |
| 4.  | «Gold Digger» (con Jamie Foxx) (Kanye West, Jon Brion)                                         | 3:28     |  |
| 5.  | «Skit #1»                                                                                      | 0:33     |  |
| 6.  | «Drive Slow» (con GLC, Paul Wall & additional vocals by Tony "Penafire" Williams) (Kanye West) | 4:32     |  |
| 7.  | «My Way Home» (Interpretada junto a Common) (Kanye West)                                       | 1:43     |  |
| 8.  | «Crack Music» (con The Game) (Kanye West, Jon Brion)                                           | 4:31     |  |
| 9.  | «Roses» (Kanye West, Jon Brion)                                                                | 4:05     |  |
| 10. | «Bring Me Down» (con Brandy) (Kanye West, Jon Brion)                                           | 3:18     |  |
| 11. | «Addiction» (Kanye West, Jon Brion)                                                            | 4:27     |  |
| 12. | «Skit #2»                                                                                      | 0:31     |  |
| 13. | «Diamonds from Sierra Leone (Remix)» (con Jay-Z) (Kanye West, Jon Brion, Devo Springsteen)     | 3:53     |  |
| 14. | «We Major» (con Nas, Really Doe) (Kanye West, Jon Brion, Warryn "Baby Dubb" Campbell)          | 7:28     |  |
| 15. | «Skit #3»                                                                                      | 0:24     |  |
| 16. | «Hey Mama» (Kanye West, Jon Brion)                                                             | 5:05     |  |
| 17. | «Celebration» (Kanye West, Jon Brion)                                                          | 3:18     |  |
| 18. | «Skit #4»                                                                                      | 1:18     |  |
| 19. | «Gone» (con Cam'ron, Consequence) (Kanye West, Jon Brion)                                      | 6:02     |  |
| 20. | «Diamonds from Sierra Leone» (* bonus track) (Kanye West, Jon Brion, Devo Springsteen)         | 3:58     |  |
| 21. | «Late» (* hidden track)                                                                        | 3:50     |  |

### LP
| Side one |                    |          |  |
| N.º      | Título             | Duración |  |
| 1.       | «Wake Up Mr. West» |          |  |
| 2.       | «Heard 'Em Say»    |          |  |
| 3.       | «Touch the Sky»    |          |  |
| 4.       | «Gold Digger»      |          |  |
| 5.       | «Skit #1»          |          |  |
| 6.       | «Drive Slow»       |          |  |

| Side two |                 |          |  |
| N.º      | Título          | Duración |  |
| 7.       | «My Way Home»   |          |  |
| 8.       | «Crack Music»   |          |  |
| 9.       | «Roses»         |          |  |
| 10.      | «Bring Me Down» |          |  |

| Side three |                                      |          |  |
| N.º        | Título                               | Duración |  |
| 11.        | «Addiction»                          |          |  |
| 12.        | «Skit #2»                            |          |  |
| 13.        | «Diamonds from Sierra Leone (Remix)» |          |  |
| 14.        | «We Major»                           |          |  |

| Side four |               |          |  |
| N.º       | Título        | Duración |  |
| 15.       | «Skit #3»     |          |  |
| 16.       | «Hey Mama»    |          |  |
| 17.       | «Celebration» |          |  |
| 18.       | «Skit #4»     |          |  |
| 19.       | «Gone»        |          |  |

## Posiciones
| País           | Chart (2005)            | Posición |
| -------------- | ----------------------- | -------- |
| Alemania       | German Albums Chart     | 14       |
| Australia      | Australian Albums Chart | 14       |
| Canadá         | Canadian Albums Chart   | 1        |
| Estados Unidos | Billboard 200           | 1        |
| Francia        | French Albums Chart     | 36       |
| Reino Unido    | UK Albums Chart         | 1        |
| Suecia         | Swedish Albums Chart    | 11       |

## Temas no utilizados
- "Bittersweet Poetry" (con John Mayer) (Utilizado como bonus track en Graduation)
- "Crack Music" (versión original contiene un verso de The Game)
- "Back to Basics" (con Common)
- "We Can Make It Better" (con Talib Kweli, Q-Tip, Common y Rhymefest). Para el álbum del Reino Unido fue incluido el como el tema 21 y el tema siguiente, se titula "Late".
- "About An Angel"
- "Gone" (versión original contiene un verso de Rhymefest y no los versos de Cam'Ron y Consequence y ni el segundo verso de Kanye)